# Ugo Catola
Uc Catola,  o Ugo Cutola (fl. XII secolo), è stato un trovatore e cavaliere che, possibilmente, ha partecipato alla seconda crociata e forse successivamente si fece monaco.

## Biografia
Uc ha composto quella che forse sarebbe la prima tenzone, con il suo famoso contemporaneo Marcabru, Amics Marchabrun, in merito alla natura dell'amore. Uc argomenta che è buona e nobile, mentre Marcabru inveisce contro il declino degli standard della cortesia. Uc impiega l'espediente dell'ironia per ridicolizzare la posizione di Marcabru, prendendo in prestito una pagina della vasta opera di quest'ultimo. Benché le opinioni dei poeti siano reali, la composizione nasce comunque dalla collaborazione amichevole e gli insulti giullareschi restano nell'ambito dello scherzo. Si è pensato che la tenso sia in effetti opera del solo Marcabru, ma in modo più verosimile risulterebbe che Uc abbia di fatto deliberatamente imitato lo stile del maestro. Secondo la Meneghetti, lo stile del dibattito potrebbe essere stato influenzato dal  Sic et non di Pietro Abelardo.
Roncaglia identifica Uc con il charissimo amico nostro domno Hugoni Catulae, destinatario di una lettera di Pietro il Venerabile del 1134/1135. Questi sollecita Uc a prendere il voto entrando in un monastero, invece di andare semplicemente in pellegrinaggio a Gerusalemme. Basandosi sull'atteggiamento apparente di Uc al tempo della lettera di Pietro, datata al 1134/1135, Roncaglia ipotizza che la tenso, che ha un diverso tenore, debba essere stata scritta un po' prima, 1133 ca. Tuttavia, la datazione della lettera è lungi dall'essere certa (potrebbe corrispondere alla seconda crociata) e quindi il luogo della tenso' di Uc come la prima del genere non è sicuro. Cercamon compose una tenso databile al 1137.
Oltre al suo componimento poetico con Marcabru, Uc potrebbe essere l'autore di due coblas sopravvissute di un comjat, conservate nel MS trobadorico D, datato al 1254 e ora nella Biblioteca Estense di Modena, Italia.